# Jevon Crudup
Jevon Crudup, né le 27 juillet 1972, à Kansas City, au Missouri, est un ancien joueur et entraîneur américain de basket-ball. Il évolue au poste d'ailier fort.